# مارسیا والاس
مارسیا والاس (انگلیسی: Marcia Wallace؛ زاده ۱ نوامبر ۱۹۴۲ – درگذشته ۲۵ اکتبر ۲۰۱۳) یک هنرپیشه اهل ایالات متحده آمریکا بود. وی بین سال‌های ۱۹۶۸ تا ۲۰۱۳ میلادی فعالیت می‌کرد.
از فیلم‌ها یا برنامه‌های تلویزیونی که وی در آن نقش داشته است می‌توان به سیمپسون‌ها اشاره کرد.

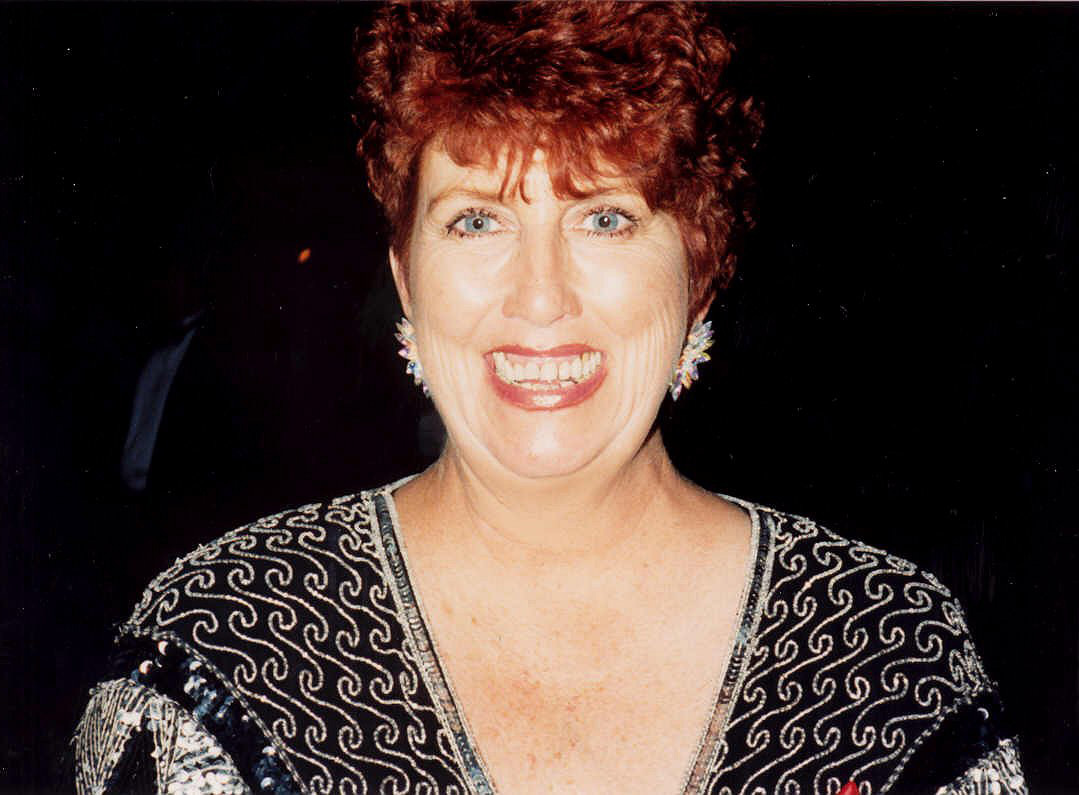